# Era televisiva de la animación estadounidense
La era televisiva de la animación estadounidense (television era of American animation en inglés) fue un período en la historia de la animación estadounidense. Se desarrolló aproximadamente desde finales de los años 1950, con la competencia en la animación televisiva y el éxito de las caricaturas de sábado por la mañana, finalizando gradualmente desde la primera mitad de los años 1980. Debido a las limitaciones en los valores de producción, la animación de muy bajo presupuesto y la recepción comercial mixta, esta época es comúnmente referenciada como un período de declive general para la animación estadounidense, pues el estado de la animación cambió dramáticamente durante las décadas que coincidieron con la proliferación de la era network. Mientras los estudios renunciaban a los cortometrajes animados teatrales de gran presupuesto para el cine, las nuevas animaciones prosperarían basándose en la economía y el volumen de su producción. Esta época también se distingue por una temática recurrente en varias de las producciones animadas de este período, en las que se realizaban tramas con un tono mucho más subliminal y terrorífico. Por ejemplo: Yellow Submarine, Scooby-Doo!, El gato Fritz, The Rescuers, El hobbit, El Señor de los Anillos, The Secret of NIMH o The Black Cauldron. Asimismo, muchas animaciones de la época siguen presentes en la memoria colectiva estadounidense, adquiriendo un gran seguimiento de culto.
A principios de los años 1960, la percepción de las caricaturas como mero entretenimiento infantil estaba arraigándose en la conciencia pública (percepción similar a las animaciones estadounidenses en general) y la animación comenzó a desaparecer de los cines para centrarse en la televisión, siendo menos relevante durante el período de Nuevo Hollywood. Mientras que Disney siguió produciendo animaciones tras perder a sus fundadores, MGM y Warner Bros. cerraron sus estudios de animación, la externalizaron y la abandonaron casi por completo a finales de la década de 1960. De hecho, la animación teatral se volvió notablemente escasa durante los años 1970, lo que dio inicio a lo que se conocería a veces como la edad de bronce o edad oscura de la animación estadounidense. La mayoría de las animaciones estadounidenses llegaron a estar dominadas por la animación limitada para la televisión (técnica equivalente a la animación Flash de bajo coste) y dirigidas principalmente a los niños. Sin embargo, hubo una serie de intentos de desafiar esta percepción desde las décadas de 1970 y 1980 con ambiciosos, y a menudo polémicos, proyectos de animación para adultos que definitivamente no eran para niños. Esta contracultura permanecería en proceso, especialmente con las animaciones de Ralph Bakshi, hasta desarrollarse notablemente en la actualidad.

## Historia

### Competencia en animación televisiva
A lo largo de la década de 1960, la adopción generalizada de la televisión por parte de los consumidores, así como la aparición de las discotecas, empezó a disminuir el atractivo de una “tarde de cine”. Uno de los principales problemas para producir animaciones en televisión es el proceso extremadamente intensivo en mano de obra. Mientras que los cortometrajes animados teatrales se producían previamente en ciclos de seis meses o más, las nuevas series animadas para televisión en cadena necesitaban una temporada de 10 a 20 episodios de media hora cada año. Esto condujo a una serie de técnicas de acceso directo para acelerar el proceso de producción y, especialmente, las técnicas de animación limitada se aplicaron para producir una gran cantidad de dibujos animados televisivos de bajo presupuesto. Naturalmente, estas animaciones dejarían una impresión duradera en la cultura popular estadounidense, ya que el público objetivo principal pasó a ser los niños.
Cabe señalar que no todo el uso de la animación limitada fue negativo, ya que los guiones de alta calidad podían compensar la producción animada de bajo coste, tal y como ocurrió en Jonny Quest, Spider-Man, Scooby-Doo!, Star Trek, Flash Gordon o He-Man. Sin embargo, programas como estos tendían a ser la excepción y no la regla, ya que muchos dibujos animados televisivos intentaban ser lo más posiblemente inofensivos y suaves para evitar enojar a las asociaciones de padres. Como consecuencia, la animación estadounidense se volvería irrelevante en el extranjero, siendo superada por el anime japonés y otras animaciones europeas. Este declive se hizo mucho más notable en los años 1970, considerados por los historiadores como la peor década para la animación estadounidense del siglo XX. De hecho, esta época también suele ser referenciada como un período distintivo, ya que sus producciones se consideran generalmente inferiores con respecto a la calidad y la innovación de su período antecesor, generando un sentimiento nostálgico por la animación clásica estadounidense. Aunque la era televisiva es a menudo considerada un período de importantes desafíos para la industria de la animación, también es reconocida por sentar las bases para el sucesor renacimiento que dicha industria experimentó en la segunda mitad de los años 1980 y en la década de 1990, ya que muchos animadores aprendieron valiosas lecciones durante este tiempo que contribuirían al éxito y la creatividad de trabajos posteriores.

#### Cambria Productions
Uno de los estudios más infames en animación limitada fue Cambria Productions, que inventó y patentó un proceso conocido como Syncro-Vox, implementándolo desde 1959. Mientras que el proceso resultó en un producto extremadamente económico, rápido y barato (por lo que era ideal para televisión), tenía un defecto fatal que impedía que se tomara en serio: el proceso implicaba insertar los labios en movimiento del actor de voz sobre un marco fijo de la boca de un personaje. El resultado fue que las caricaturas de Cambria (Clutch Cargo, Space Angel y Captain Fathom) no contenían casi ninguna animación y efectivamente eran imágenes, aunque bien dibujadas, con palabras. Cambria cambió a un proceso de animación limitada más convencional con The New Three Stooges en 1965, pero cerró poco después.

#### Jay Ward Productions
El estudio Jay Ward, productor de The Rocky and Bullwinkle Show, usó la animación limitada en su serie cada vez menos sofisticada, pero fue compensada con su sátira de la Guerra Fría y la cultura popular, además de su humor fuera de ritmo. Al igual que la antecesora Crusader Rabbit, se realizaba en seriales de varias partes. El estudio Ward también produjo George of the Jungle, Super Chicken y Tom Slick. Más tarde, produjo una serie de comerciales de televisión para los cereales Cap'n Crunch, Quisp y Quake, de Quaker Oats Company. Otra compañía que utilizó los mismos recursos de animación que Jay Ward fue Total Television, famosa por la serie animada Underdog (que competiría con otras series de temática similar, como Courageous Cat y Minute Mouse, La Hormiga Atómica, Roger Ramjet, Batfink o Super Chicken). Las producciones animadas de Jay Ward y Total Television a menudo se transmitieron juntas en sindicación, lo que llevó a que los shows de ambas compañías se confundan entre sí.

#### Filmation

Distintivo logo de Star Trek.

Filmation, encabezada por Lou Scheimer y Norm Prescott, fue otro estudio de animación televisiva que surgió a principios de la década de los años 1960, conocido por realizar las primeras adaptaciones animadas de Star Trek, Flash Gordon, He-Man o She-Ra. Filmation fue el más famoso por su adquisición de licencias para producir series animadas basadas en otros medios. Fue una de las pocas compañías que mantuvo toda su animación dentro de los Estados Unidos, pero siguiendo la tendencia de las técnicas de animación limitada. Asimismo, las producciones de Filmation dependían del uso intensivo del material archivado, rotoscopia, emisiones de voz limitadas (Scheimer mismo proporcionó muchas voces), un saldo de series animadas con bajo presupuesto, además de realizar series de acción real como The Ghost Busters y Uncle Croc's Block, manteniéndose financieramente solvente. Después de una cadena de éxitos, que duró hasta bien entrada la década de 1980, Filmation cerró en 1989.

#### Hanna-Barbera
A pesar de trasladarse desde el cine a la televisión, la etapa clásica de las primeras series animadas de Hanna-Barbera tenían como principal objetivo imitar al cine de animación. Esto influyó en su éxito a la vez que presentaba animales antropomórficos (inspirados en una celebridad conocida del cine o la televisión) interactuando con los humanos de su entorno. Asimismo, cuando el estudio estrenó Los Picapiedra en 1960 demostró que las caricaturas todavía podían disfrutarlas audiencias de todas las edades. De hecho, esta primera estapa permitió a Hanna-Barbera diferenciarse en calidad sobre el resto de producciones animadas televisivas de otros estudios, ya que pese a las limitaciones, sus series resultaban muy atractivas para el público en general. Además, el propio estudio ni siquiera tuvo la intención de competir en sus inicios. Sin embargo, esto cambiaría drásticamente tras la baja recepción de Los Supersónicos en 1962 y la cancelación de Los Picapiedra en 1966.

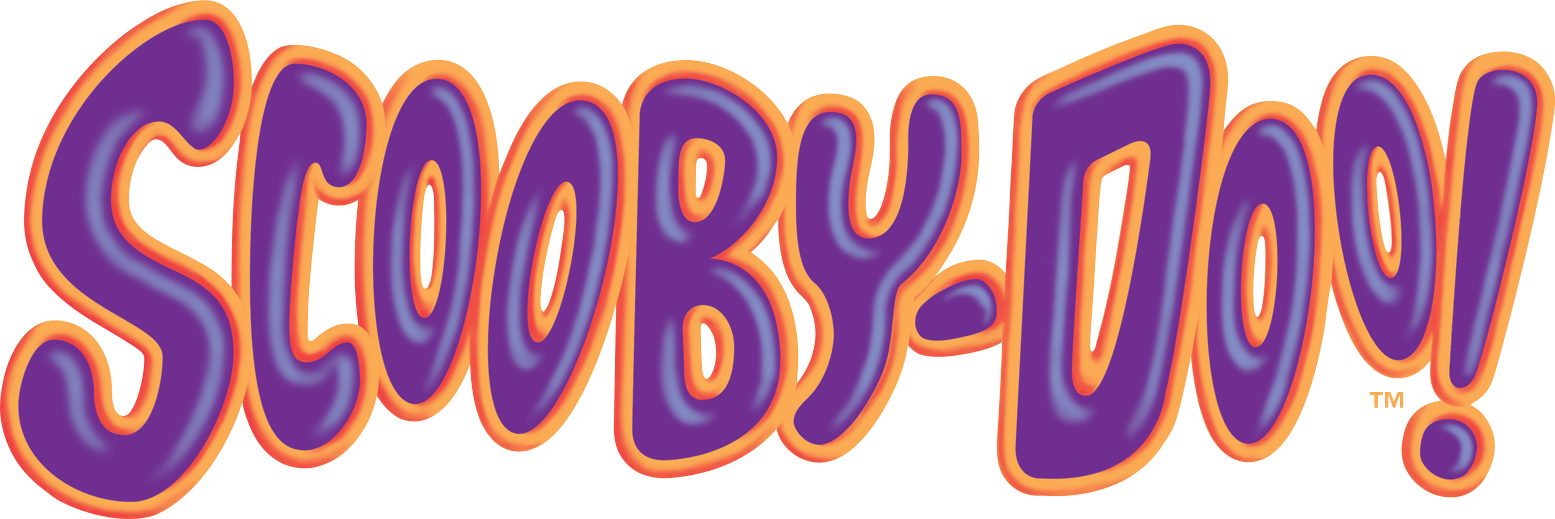
Distintivo logo de la franquicia Scooby-Doo.

Si bien existen discrepancias sobre la extensión de su etapa clásica, pues Hanna-Barbera siguió produciendo series notables con la misma idea, el objetivo inicial y distintivo del estudio empezaría a desvanecerse tras crear nuevas animaciones para las caricaturas de sábado por la mañana que autocopiaban temáticas de sus series antecesoras, como Maguila Gorila, Ricochet Rabbit, Pepe Pótamo o Inspector Ardilla, varias de ellas con la intención de comercializar peluches basados en las mismas para los niños. La competencia del estudio se haría cada vez más evidente en 1964 tras el estreno de Jonny Quest (que se distinguió como un preludio para futuras series animadas de superhéroes) y, sobre todo, tras el estreno de Scooby-Doo, Where Are You! en 1969 (que se convirtió en un inmenso éxito entre el público juvenil). En la década de 1970, la producción animada de Hanna-Barbera seguiría la fórmula de esta última serie: un grupo de adolescentes resolviendo misterios o luchando contra el crimen, generalmente con la ayuda de un personaje distintivo a los demás. Algunos ejemplos incluyen: Josie and the Pussycats, Hong Kong Phooey, El superveloz Buggy Buggy, Dinamita, el perro maravilla, Mandibulín, Capitán Cavernícola, entre otros. Las múltiples copias de Scooby-Doo se transmitieron ininterrumpidamente en CBS, y luego en ABC, durante 17 temporadas. Entre las décadas de 1970 y 1980, Hanna-Barbera recurrió a las telecomedias, como Wait Till Your Father Gets Home o La familia Addams. No fue sino hasta el estreno de Los Pitufos en 1981 que el estudio tuvo nuevamente una producción exitosa. Esto, a su vez, condujo a series derivadas, como Los Snorkels.

#### Marvel y DC

Fotograma de un motion comic.

Por otra parte, tanto Marvel como DC popularizaron las series animadas de superhéroes, las cuales, prácticamente eran viñetas de cómic con apenas movimiento. Marvel contrató al estudio de animación Grantray-Lawrence Animation con la que produjo The Marvel Super Heroes y el famoso Spider-Man de 1967. Desde entonces, varios estudios de animación televisiva, como Hanna-Barbera o Filmation, se unirían a Marvel y DC para realizar series animadas de superhéroes, como El Fantasma del Espacio, Birdman y el Trío Galaxia, Los Herculoides, Mighty Mightor, Los 4 Fantásticos, los Súper amigos o Thundarr, el bárbaro. De hecho, Marvel empezaría a tener su propio estudio de animación tras varias cooperaciones con DFE, realizando series animadas como Spider-Woman o Spider-Man and His Amazing Friends.

### Estudios vinculados

#### MGM Animation/Visual Arts
En 1961, Chuck Jones apareció como escritor de la segunda película de UPA, Mewsette en París. Cuando Warner Bros. distribuyó la película al año siguiente, descubrieron que había contribuido a la película en violación de su contrato exclusivo y lo despidieron. Jones se asoció con Les Goldman para formar Sib Tower 12 Productions, renombrado después MGM Animation/Visual Arts, para trabajar con MGM en la serie Tom y Jerry a mediados de los años 1960. Sus cortometrajes no eran tan populares como los originales de William Hanna y Joseph Barbera, pero más que los cortos de Gene Deitch producidos por William L. Snyder en el extranjero a principios de los años 1960. Jones luego comenzó a producir una serie de especiales de televisión animados exitosos. Su especial más famoso fue El Grinch: el cuento animado (1966), una adaptación de CBS sobre la historieta de Dr. Seuss que aún sigue siendo popular y ha sido publicada en video y DVD varias veces. Jones también produjo tres adaptaciones animadas de cuentos, incluyendo: El libro de la selva, el largometraje titulado The Phantom Tollbooth y la versión de 1970 para televisión de Horton Hears a Who!

#### Walt Disney Productions

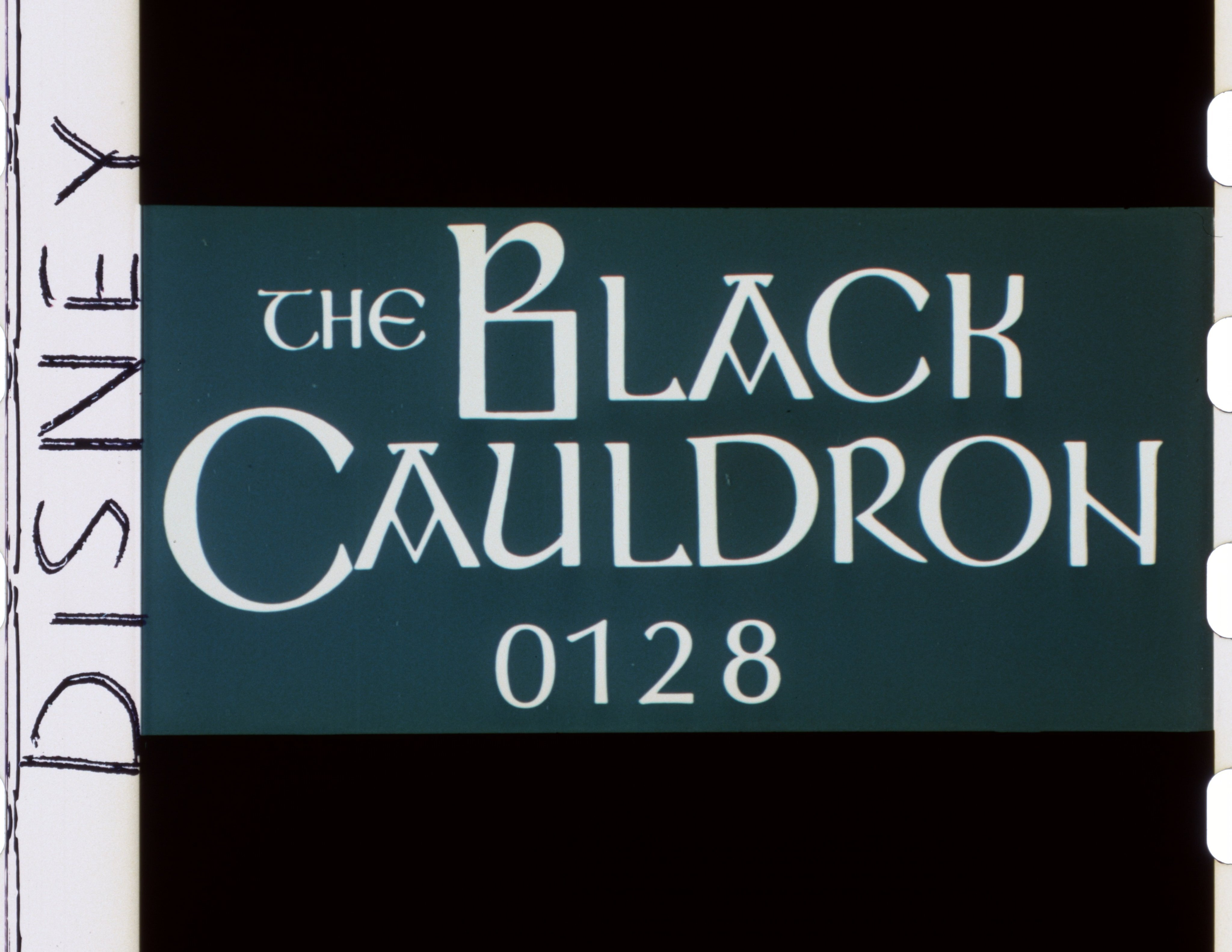
The Black Cauldron es considerada la película más oscura de Disney.

El estudio Disney se estremeció cuando fallecieron Walt Disney y Roy O. Disney (en 1966 y 1971, respectivamente). Mientras el estudio intentaba ser fiel a la visión original (una frase común de la época era "¿Qué haría Walt?"), el nivel de la popularidad y la aclamación que el estudio recibió en años anteriores lo eludió en la década de 1970. Los parques temáticos Disneyland y Walt Disney World Resort (este último abrió en 1971) terminaron contribuyendo más al resultado final que a la división cinematográfica. Además, mientras se agravaba la recesión de 1973-1975, muchos animadores veteranos se jubilaron o fallecieron, por lo que el estudio tuvo que encontrar formas para reemplazarlos.
En 1973, Eric Larson comenzó un programa de capacitación para nuevos animadores. La oferta del estudio consistió en los largometrajes: Robin Hood (1973), The Rescuers (1977), The Fox and the Hound (1981) y The Black Cauldron (1985); los cortos recopilados en The Many Adventures of Winnie the Pooh (1977); el híbrido de acción en vivo y animación Pete's Dragon (1977); más los especiales navideños The Small One (1978) y Mickey's Christmas Carol (1983). Muchas películas obtuvieron críticas mixtas de los críticos. Robin Hood, en particular, fue ampliamente criticada por la reutilización de animaciones de películas anteriores. Aun así, varias de estas producciones obtuvieron un éxito popular moderado.
El golpe más devastador desde la muerte de Walt Disney ocurrió en septiembre de 1979, cuando el animador Don Bluth lideró una retirada del estudio con 11 de sus seguidores (una gran parte del departamento de animación del estudio en ese momento), incluyendo Gary Goldman y John Pomeroy. Hartos del statu quo en Disney, él y sus acólitos salieron para fundar su propio estudio de animación, que produjo el cortometraje Banjo, el gato vagabundo (1979) y el largometraje The Secret of NIMH (1982). Disney entró en la década de 1980 con un futuro incierto, a pesar de los respetables $39,900,000 en bruto y algunas buenas críticas de la película The Fox and the Hound. Probablemente, el proyecto más ambicioso de Disney a principios de los años 1980 fue Tron (1982), además de ser una de las primeras películas en usar la computación gráfica.

#### DePatie-Freleng Enterprises
Después de dejar definitivamente los estudios de "Termite Terrace", Fritz Freleng y su nuevo socio David H. DePatie habían producido los dibujos animados de la Pantera Rosa desde los años 1960 con un acuerdo de distribución con United Artists. Sin embargo, Freleng empezaría a desplazarse a la televisión desde 1966 y produciría varios especiales basados en los libros del Dr. Seuss, incluidos El gato con sombrero y El Lorax.
En 1981, Friz Freleng se retiró. El estudio de DePatie-Freleng fue vendido a Marvel Comics, convirtiéndose en Marvel Productions Ltd. Este nuevo estudio se centró casi exclusivamente en la comercialización de juguetes y encontró una nueva audiencia entre los espectadores jóvenes con dibujos animados orientados a la acción, como G.I. Joe: A Real American Hero.

#### Warner Bros.-Seven Arts
Warner Bros. cerró por completo su estudio de animación en 1963 y los directores de "Termite Terrace" se separaron. Friz Freleng fue cofundador de DePatie-Freleng Enterprises, que produjo los cortos de los Looney Tunes y las Merrie Melodies desde 1964 a 1967. Warner Bros.-Seven Arts reabrió el estudio desde 1967 a 1969, pero los dibujos animados de bajo presupuesto no fueron populares entre la crítica y el público. Los nuevos personajes introducidos durante el período de Seven Arts, como Cool Cat, Bunny y Claude, Quick Brown Fox y Rapid Rabbit o Merlin the Magic Mouse, nunca fueron populares. Por otra parte, las caricaturas de "Termite Terrace" se mantuvieron como favoritos de televisión a través de la sindicación y las transmisiones de las caricaturas de sábado por la mañana durante el resto del siglo XX.

## Contracultura

### Yellow Submarine

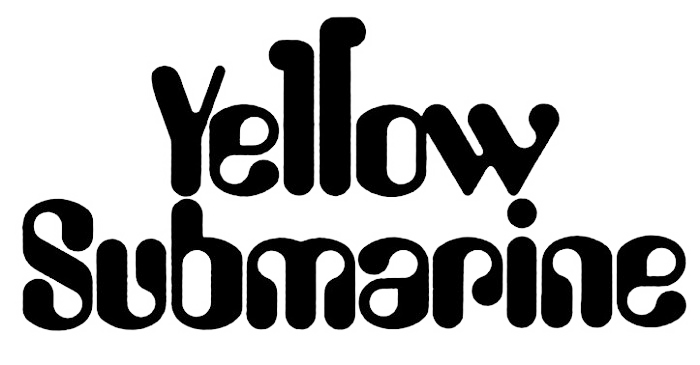
Distintivo logo del largometraje animado Yellow Submarine.

En 1968, la canción "Yellow Submarine" de The Beatles y el arte psicodélico del animador canadiense George Dunning, inspirado en Peter Max, se juntaron para crear la película Yellow Submarine. Disgustados con la anterior serie de televisión animada en la que fueron representados, los Beatles tuvieron dudas sobre el proyecto inicial y se negaron a participar más allá de proporcionar algunas de sus grabaciones musicales antiguas y originales. Sin embargo, quedaron impresionados con la película finalizada y aparecieron en un epílogo de acción en vivo.

### Ralph Bakshi
En 1968, Ralph Bakshi, junto con el productor Steve Krantz, fundó Bakshi Productions, estableciendo el estudio como una alternativa a la animación convencional. También le pagó a sus empleados un salario más alto que cualquier otro estudio en ese momento. En 1969, Ralph's Spot se fundó como una división de Bakshi Productions para producir comerciales de Coca-Cola y Max, the 2000-Year-Old Mouse, una serie de cortos educativos pagados por la Enciclopedia Británica. Bakshi fue citado en un artículo de 1971 para Los Angeles Times, diciendo que la idea de "hombres adultos sentados en cubículos dibujando mariposas flotando sobre un campo de flores, mientras que los aviones estadounidenses arrojan bombas en Vietnam y los niños están marchando por las calles, es ridículo". Bakshi pronto desarrolló Heavy Traffic, una historia de la vida en la calle del centro de la ciudad. Sin embargo, Krantz le dijo a Bakshi que los ejecutivos del estudio no estarían dispuestos a financiar la película debido a su contenido y la falta de experiencia cinematográfica de Bakshi.
Mientras paseaba por la librería East Side Book Store en St. Mark's Place, Bakshi se encontró con una copia de las historietas de Fritz the Cat. Impresionado por su aguda sátira, Bakshi compró el libro y empezó a producir una adaptación en largometraje animado. El gato Fritz (1972) fue la primera película animada en recibir una calificación X Rating de la MPAA, y es la película de animación independiente más taquillera de todos los tiempos. Con el éxito de su segunda película, Heavy Traffic (1973), Bakshi se convirtió en la primera persona en la industria de la animación desde Walt Disney por lanzar dos películas exitosas, viéndose desde el punto de vista financiero.
Se hicieron algunos intentos para producir largometrajes de animación independientes entre las décadas de 1970 y 1980. Varias de estas fueron producciones decididamente orientadas a los adultos, incluyendo: Heavy Traffic, Coonskin, Watership Down, American Pop, Heavy Metal, Los perros de la plaga, Hey Good Lookin', Rock & Rule, Once Upon a Forest y una versión del álbum conceptual Pink Floyd – The Wall (que, aunque fue producida en el Reino Unido, recibió un amplio lanzamiento en los Estados Unidos).

### Otras animaciones
Mientras las últimas producciones animadas de Terrytoons y Famous Studios se limitaban y fracasaban en los años 1960, otras películas animadas posteriores de mayor calidad, como Raggedy Ann & Andy: A Musical Adventure de Richard Williams o la miniserie The Lion, the Witch and the Wardrobe, apenas obtuvieron su reconocimiento.La industria continuó ignorando o descartando la animación como algo que solo los niños veían en la televisión por las caricaturas de sábado por la mañana. El propio Ralph Bakshi produjo varias películas con temática de fantasía, como Wizards, El Señor de los Anillos y Fire and Ice, mientras que Will Vinton se encargó de realizar producciones en stop motion, como los largometrajes Return to Oz y The Adventures of Mark Twain. Asimismo, se realizó la primera adaptación animada de El hobbit y producciones internacionales como El último unicornio. Sin embargo, muchas de estas producciones no lograron convencer al público ni a la crítica en general. Una excepción notable fue una serie de películas basadas en la franquicia Peanuts, comenzando con la película de 1969 A Boy Named Charlie Brown, que fue un éxito comercial y crítico; las películas se hicieron con el mismo equipo de producción de los aclamados especiales de televisión Peanuts, dirigido por Bill Melendez.

### El anime llega a Estados Unidos
A lo largo de este período, la producción de anime japonés tuvo un impacto limitado en el mercado de estadounidense. El trabajo más notable fueron las series de televisión como Gatchaman o Star Blazers, en la década de 1970, y Voltron o Robotech en la década de 1980. Como regla, las series importadas fueron fuertemente censuradas para hacerlas aceptables a los niños; Star Blazers y Robotech fueron excepciones parciales. Aunque su impacto en Estados Unidos fue mínimo durante décadas, la naturaleza distintiva de las series de anime creó un seguimiento de culto que creció gradualmente hasta la década de 1980, cuando Star Blazers y Robotech, con sus complejas líneas argumentales y su descripción franca de la violencia, ayudó a crear la corriente que conduciría a la gran afluencia de popularidad del anime a partir de la década de 1990. El anime mantendría hasta la actualidad la percepción de animación para adultos por parte de la conciencia pública.

### Videoclips
La década de 1980 también vio el auge de la industria del videoclip, encabezada por MTV. La experimentación artística en estos cortometrajes a menudo resultó en la producción de secuencias animadas innovadoras que recordaban a los televidentes el potencial de la animación como algo más las caricaturas de sábado por la mañana. Durante el apogeo de MTV, se produjeron varios videos animados memorables, incluyendo: "Take on Me" por A-ha, "Sledgehammer" por Peter Gabriel, "Money for Nothing" por Dire Straits y "Harlem Shuffle" por The Rolling Stones (las secuencias animadas en este video fueron dirigidas por Ralph Bakshi y John Kricfalusi).

## Tendencias comerciales

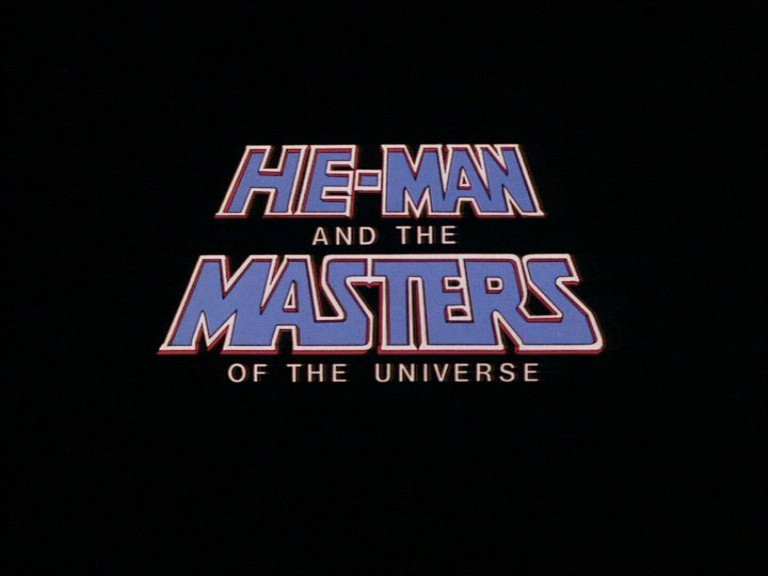
Distintivo logo de la serie animada He-Man and the Masters of the Universe.

La animación en televisión se centró casi exclusivamente en los niños, la tradición de levantarse temprano para ver los dibujos animados de las caricaturas de sábado por la mañana se convirtió en un ritual semanal para millones de niños estadounidenses. Las cadenas se centraron en complacer sus demandas ofreciendo bloques de espectáculos de dibujos animados de una hora de duración. Aunque otros estudios produjeron dibujos animados de televisión, como Filmation con The Archies o El gordo Alberto y la pandilla Cosby, así como ABC con Schoolhouse Rock!, Hanna-Barbera había desarrollado una cerradura virtual en las caricaturas de sábado por la mañana en los años 1970. Sin embargo, los críticos del estilo de la animación limitada, como Chuck Jones, lo llamaban despectivamente "radio ilustrada", debido a que muchas de las animaciones sorprendían más por la originalidad de la trama que por los diseños de las animaciones en sí. Otra característica de la animación televisiva es el constante uso de dibujos con líneas gruesas o finas, representando a los personajes planos en vez de añadirles volumen, además de reciclar los mismos diseños de una producción para otras animaciones. Estas características siguen presentes en la actualidad, especialmente en animaciones con diseños "Thick-Line" y "Thin-Line" de entre las décadas 2000 y 2020, producidas por estudios como Cartoon Network, Nickelodeon e incluso Disney y Warner Bros.. De hecho, este tipo de técnicas suele ser motivo de burla y sátira en animaciones del bloque nocturno Adult Swim y en memes de internet.
Desde finales de la década de los años 1960 hasta principios de la década de los años 1980, se emitieron varios especiales animados para televisión de gran éxito. Debido a que estas caricaturas se emitieron durante las horas de mayor audiencia (y por lo tanto tenían que atraer tanto a adultos como a niños), tuvieron que obtener calificaciones más altas que sus contrapartes de los caricaturas de sábado por la mañana y los días de semana. CBS, en particular, permitió que una gran cantidad de especiales de televisión animados se transmitieran en su red y varios de ellos continuaron repitiéndose anualmente o se vendieron en VHS y DVD. El estudio Rankin/Bass Productions produjo una serie de especiales stop motion orientados a las fiestas populares, como Mad Monster Party?, Rudolph the Red-Nosed Reindeer, Frosty the Snowman y Santa Claus Is Comin' to Town. Por otra parte, la larga serie de especiales de Peanuts de Bill Melendez ganó numerosos premios, generó cuatro largometrajes e incluso lanzó una serie para las caricaturas de sábado por la mañana. Otros intentos de llevar personajes del cómic a la televisión no tuvieron tanto éxito, hasta que uno de los directores de Peanuts, Phil Roman, trajo la historieta Garfield a la televisión a partir de 1982, lo que resultó en once especiales y uno de larga duración.
Este período también vio una serie de cortometrajes de animación independientes. A medida que los estudios de animación de Hollywood desaparecían, varios productores independientes de animación continuaron realizando películas experimentales que exploraron nuevos territorios artísticos en el medio de la animación. Cortometrajes como Bambi Meets Godzilla eran casi desconocidos para el público general. Sin embargo, estas películas de animación independientes continuaron manteniendo la categoría anual de los Premios Óscar, así como la introducción de una serie de nuevos nombres en el campo de la animación (nombres que comenzarían a traer cambios a la industria a finales de la década de los años 1980).

### Juguetes

Distintivo logo de la serie animada Dragon's Lair.

Aunque Hanna-Barbera lanzó un fenómeno con el estreno de Los Pitufos en NBC, muy poco más de lo que produjo en la década de 1980 se hizo popular. A esto se agregaron los problemas financieros de su propietario Taft Broadcasting, que fue asumido por Carl Lindner, Jr., propietario de Great American Insurance Company, en 1987. Dos años más tarde, Tom Ruegger formó un éxodo de empleados de Hanna-Barbera para formar una nueva división de animación de Warner Bros. Animation. En 1991, Turner Broadcasting System compró la compañía y su biblioteca de animaciones.
Otros estudios de animación que surgieron para competir con Hanna-Barbera incluyen: Ruby-Spears, DIC Entertainment y Film Roman. Además, las caricaturas de sábado por la mañana continuaron los intentos de adaptar series de horario estelar. Después de tres décadas de resistencia, Disney finalmente ingresó en ellas en 1985 cuando Los Wuzzles debutó con presupuestos significativamente más sustanciales. El éxito de sindicación con la primera transmisión de Patoaventuras, que se estrenó en 1987, finalmente inspiró a un bloque entero de dibujos animados sindicados producidos por Disney Television Animation (The Disney Afternoon) que obligaron al resto de estudios de la competencia a mejorar sus propios estándares de producción.
En la década de 1980, se produjeron una serie de caricaturas basadas en juguetes, como: Care Bears, G.I. Joe: A Real American Hero, Dungeons & Dragons, He-Man and the Masters of the Universe, Rubik the Amazing Cube, Dragon's Lair, My Little Pony, Challenge of the GoBots, Pound Puppies o Captain N: The Game Master. Debido a esto, los padres acusaron a estos espectáculos de ser glorificados anuncios de juguetes y se opusieron al nivel de violencia de los mismos. Los esfuerzos de Action for Children's Television (ACT) por frenar estas tendencias dieron como resultado la Ley de Televisión Infantil, promulgada en 1990 y estrictamente aplicada por la Comisión Federal de Comunicaciones a partir de 1996.

## Citas
Algunos animadores de este período expresaron sus sentimientos con respecto a las tendencias de la época:

"La televisión es un monstruo. Se traga toda esta animación tan rápido que a nadie parece importarle si es buena o mala. Estos programas infantiles están mal hechos técnicamente; parece como si nadie los mirara excepto los niños... Las cadenas no miran el programa, solo miran los índices de audiencia. Si los índices son buenos, al diablo con el programa. No les importa si es sólo una pelota rebotando."
Friz Freleng, compartiendo sus opiniones sobre algunos de los problemas del período.

"Falleció el gran Walt Disney. Creo que su verdadero sucesor tardará en surgir, porque nadie puede igualar su infinito apetito por perseguir sueños, aunque podamos aprender sus técnicas y métodos. Ahora estoy creando animaciones para televisión con movimientos limitados bajo el eslogan de 'barato y rápido', pero en realidad quiero buscar el entusiasmo y el atractivo que solo pueden generar las películas bien animadas."
Osamu Tezuka, hablando sobre los acontecimientos de la época.

"Pero no estás hablando de animación, estás hablando de 'radio ilustrada'. Estoy de acuerdo en que Jay Ward demostró que el diálogo podría ser mejor, pero estás hablando de que las caricaturas son mejores en términos de la forma en que suenan. También podrían ser mejores visualmente con la misma cantidad de dinero."
Chuck Jones, criticando el excesivo uso de la animación limitada en una entrevista con Michael Barrier y Bill Spicer, 1971.

"Nos topamos con un muro de piedra porque algunos ciudadanos, para la protección de los niños del mundo, han decidido que las caricaturas son malvadas, violentas y llenas de caos. Mostramos (a la gente de la cadena ABC) cinco de los viejos 'Tom y Jerry', y se rieron tanto que tenían lágrimas en los ojos. Luego dijeron: 'No podemos usarlos. Si los ponemos, nos matarán.'"
Joseph Barbera, hablando sobre la obligación del cese violento para El show de Tom y Jerry.

## Legado
A pesar de las limitaciones realizadas en la producción, ciertas animaciones han adquirido su reconocimiento e influencia, especialmente las cinematográficas por su contribución al desarrollo de la animación xerográfica en cel. La era televisiva también goza de un seguimiento de culto entre los aficionados de la animación debido a la temática oscurantista en películas como The Fox and the Hound, The Secret of NIMH o The Black Cauldron. Asimismo, la serie original de 1969 Scooby-Doo, Where Are You! obtuvo su propia franquicia popular, compartiendo un seguimiento similar con series derivadas como Josie and the Pussycats, El superveloz Buggy Buggy, Dinamita, el perro maravilla y Mandibulín. De hecho, muchos de los programas animados televisivos de esta época, como varias series de Filmation y de Hanna-Barbera, se encuentran entre los mejores realizados por la televisión estadounidense debido a sus temáticas y diálogos, por lo que ha llevado a una revaluación de determinadas animaciones en la era network. Por ejemplo, los diseños animados del artista Alex Toth, especialmente los realizados para El Fantasma del Espacio y Birdman y el Trío Galaxia, han recibido el suficiente seguimiento popular como para obtener sus propias reediciones de cómics y hasta parodias, mientras que la serie Súper amigos se convirtió en un referente para el equipo de superhéroes de la Liga de la Justicia. Además, las caricaturas de sábado por la mañana reunían a muchas animaciones de distintas eras de la animación estadounidense, ya que se transmitieron desde la década de 1960 hasta mediados de los años 2000, convirtiéndose en un referente de entretenimiento para muchos niños del mundo que miraban los dibujos animados por la televisión.
Actualmente, Robin Hood es una de las películas más populares de Disney y su animación reciclada suele ser vista como una especie de homenaje al estudio clásico de Walt Disney. Asimismo, esta película marcó una gran influencia para la producción de los largometrajes Zootopia y Los tipos malos. Además, The Rescuers fue lo suficientemente exitosa como para obtener la primera secuela de Disney con The Rescuers Down Under en 1990, siendo también la primera secuela oficial en el canon clásico del estudio. De hecho, The Many Adventures of Winnie the Pooh obtuvo su propia franquicia popular, mientras que el corto Mickey's Christmas Carol se convirtió en un clásico navideño. Debido a la evolución popular positiva de las animaciones cinematográficas de Disney, estas han sido representadas junto a otras de distintos períodos de la animación, como en el videojuego Land of Illusion Starring Mickey Mouse o en la serie animada House of Mouse. Por otra parte, la película El Grinch: el cuento animado sirvió de inspiración para la estética del largometraje The Nightmare Before Christmas.
También destacarón varios cortometrajes de animación independientes como: The Hole (1962), Bambi Meets Godzilla (1969), Frank Film (1973), Quasi at the Quackadero (1975) o The Killing of an Egg (1977), algunos de ellos ganaron premios o fueron incluidos en el National Film Registry. Asimismo, algunos animadores extranjeros se vieron influenciados directa o indirectamente por las técnicas limitadas de esta época y sus tendencias. Esto se hizo notable en las primeras adaptaciones animadas de Osamu Tezuka o en las producciones animadas de Bruno Bozzetto.